# Paris FC
Câu lạc bộ bóng đá Paris (phát âm tiếng Pháp: [paʁi futbol klœb]), thường được biết đến với tên gọi  Paris FC hay đơn giản là PFC, là một câu lạc bộ bóng đá chuyên nghiệp của Pháp có trụ sở tại Paris, đang thi đấu tại Ligue 2. Sân nhà của Paris FC là Sân vận động Charléty, nằm ở quận 13, Paris.
Được thành lập vào năm 1969, câu lạc bộ hợp nhất với Stade Saint-Germain để thành lập Paris Saint-Germain vào năm 1970. Năm 1972, một phần đội bóng tách ra từ Paris Saint-Germain và sáp nhập với CA Montreuil và đổi tên thành Paris FC. Không giống như PSG, đã có được một nền tảng vững chắc, Paris FC đã phải cố gắng rất nhiều để có thể xây dựng đội bóng, và phải dành phần lớn thời gian để chơi ở các giải đấu dưới. Thành tích cao nhất của câu lạc bộ cho đến nay là vô địch giải đấu Championnat de France năm 2006. Lần cuối cùng Paris FC thi đấu tại Ligue 1 là vào mùa giải 1978–79.
Mặc dù Paris FC gặp khó khăn rất nhiều tại các giải trong nước, câu lạc bộ đã đóng vai trò là bàn đạp cho một số cầu thủ trẻ thành công. Những cầu thủ đáng chú ý bắt đầu sự nghiệp tại câu lạc bộ bao gồm Jean-Christophe Thouvenel, Mamadou Sakho, Tijani Belaid, Aymen Belaïd, Gabriel Obertan và Ibrahima Konaté. Sakho và anh em Belaïd đã trở thành tuyển thủ tại các quốc gia của họ, trong khi Thouvenel giành huy chương vàng tại Thế vận hội Mùa hè 1984. HLV Roger Lemerre bắt đầu sự nghiệp huấn luyện tại câu lạc bộ trước khi dẫn dắt đội tuyển Pháp có các danh hiệu tại UEFA Euro 2000 và Cúp Liên đoàn các châu lục 2001.

## Lịch sử
Để tái khởi động bóng đá chuyên nghiệp ở thành phố Paris, Paris FC được thành lập vào ngày 1 tháng 8 năm 1969. Câu lạc bộ đặt mục tiêu chơi ở giải đấu cao nhất nước Pháp vào năm 1970. Vì không thể sáp nhập với CS Sedan Ardennes, Paris FC đã đến giải hạng nhất và hợp nhất với Stade Saint-Germain để thành lập Paris Saint-Germain. Paris FC của hiện tại ra đời vào năm 1972 sau khi câu lạc bộ tách khỏi Paris Saint-Germain vì bị chịu áp lực từ thị trưởng của thành phố thủ đô, người đã từ chối ủng hộ một câu lạc bộ không phải của Paris (câu lạc bộ ban đầu nằm ở gần Saint-Germain-en-Laye). Kết quả là, một cuộc chia rẽ đã xảy ra, Paris FC và Paris Saint-Germain trở thành 2 câu lạc bộ bóng đá riêng biệt với thỏa thuận là Paris FC được tiếp tục đá ở giải Vô địch Quốc gia và được giữ lại tất cả các cầu thủ của đội bóng. Mặt khác, Paris Saint-Germain phải xuống chơi tại Ligue 3 và chỉ có được các cầu thủ nghiệp dư.
Vào đầu mùa giải 1972–73, Paris FC chơi ở Ligue 1 và sử dụng Sân vận động Công viên các Hoàng tử làm sân nhà. Hai mùa giải sau, câu lạc bộ bị xuống hạng Ligue 2, và Paris Saint-Germain mua lại Sân vận động Công viên các Hoàng tử. Sau bốn năm chơi ở Ligue 2, Paris trở lại Ligue 1 vào mùa giải 1978–79. Tuy nhiên, câu lạc bộ lại phải xuống chơi tại Ligue 2 chỉ sau một mùa giải. Kể từ đó, Paris FC vẫn chưa trở lại giải đấu cao nhất nước Pháp.
Năm 1983, Paris FC sát nhập với Racing Club de France. Trong khi Racing vẫn thi đấu tại Ligue 1, PFC đã phải chơi tại Ligue 4. Câu lạc bộ xuống hạng đến Division d'Honneur sau một mùa giải và sau đó. Paris thi đấu 4 mùa giải tại đó trước khi trở lại Ligue 4 vào năm 1988. Paris lên chơi tại Ligue 3 1 năm sau đó. Năm 2000, câu lạc bộ đứng thứ 17 bị xuống hạng đến Championnat de France. Paris đã có 6 năm ở Ligue 4 trước khi trở lại Ligue 3 vào mùa giải 2006–07. Sau mùa giải 2014–15 thành công, câu lạc bộ đã thăng hạng lên Ligue 2, cùng với đối thủ cùng địa phương là Red Star FC. Tuy nhiên, chỉ 1 năm sau, câu lạc bộ lại trở lại Ligue 3 vào mùa giải 2016–17.
Vào mùa giải 2016–17, Paris FC đấu trận plays-offs lên hạng với US Orleans nhưng để thua trong cả hai lượt trận. Nhưng Paris FC vẫn được thăng hạng lên Ligue 2 vì SC Bátia phải xuống Ligue 3 do bất thường về mặt tài chính. Vào mùa 2017–18, Paris FC đứng thứ 8 trên bảng xếp hạng dù có một giai đoạn nằm trong nhóm có thể lên hạng.
Vào mùa 2018–19, Paris FC đứng thứ 4 và đá plays-offs với RC Lens, nhưng để thua ở loạt sút luân lưu sau khi hòa 1-1.
Ngày 30 tháng 4 năm 2021, Paris FC cùng Angers đã bị FIFA đưa ra lệnh cấm chuyển nhượng do vi phạm các quy định liên quan đến chuyển nhượng cầu thủ vào tháng 8 năm 2020. Lệnh cấm này có hiệu lực trong kỳ chuyển nhượng mùa hè năm 2021.

### Được Bahrain đầu tư
Tháng 7 năm 2020, một nhà tài trợ mới gia nhập Paris FC để hỗ trợ sự phát triển của câu lạc bộ: Vương quốc Bahrain. Thỏa thuận được hoàn tất với việc tăng vốn để cải thiện tài chính của câu lạc bộ, vương quốc được nắm giữ 20% giá trị câu lạc bộ. Pierre Ferracci, người sáng lập vào tháng 12 năm 1983 đã thành lập Alpha Group (tiếng Pháp: Groupe Alpha), sở hữu công ty con là công ty tư vấn và kiểm toán Alpha-Secafi, vẫn là cổ đông chính với tỷ lệ cổ phần 77%. Ngoài khoản đầu tư này, Vương quốc Bahrain còn trở thành nhà tài trợ chính cho câu lạc bộ.
Hội đồng Paris đã bỏ phiếu về việc đổi mới tiền trợ cấp hàng năm mà Thành phố Paris phân bổ cho Paris FC. Một số tổ chức phi lợi nhuận có trụ sở tại Paris, bao gồm cả ADHRB đã kêu gọi Thành phố Paris tổ chức đối thoại về vấn nạn lạm dụng nhân quyền và án tử hình được thực hiện ở Vương quốc Bahrain, nơi nắm giữ 20% cổ phần của câu lạc bộ. Hội đồng Paris cáo buộc vương quốc này đánh lạc hướng công chúng khỏi sự lạm dụng của nó thông qua một môn thể thao phổ biến như bóng đá, thực hiện một hoạt động được gọi là Sport-Whitewashing hay Sportwashing. Hội đồng cũng yêu cầu trả tự do cho những người bị giam giữ bởi Bahrain trên cơ sở những lời thú tội có được thông qua các phương pháp tra tấn. Là một trong những đối tác lâu đời nhất của câu lạc bộ Paris FC, Mairie de Paris đã kêu gọi việc bảo vệ nhân quyền.
Các tổ chức phi chính phủ đã nêu bật các hồ sơ nhân quyền và nỗ lực Sportwashing của Bahrain. Theo đó áo đấu của câu lạc bộ có dòng chữ "Victorious Bahrain" ("Bahrain chiến thắng") và Sân vận động Charléty có quảng cáo "Explore Bahrain" ("Khám phá Bahrain"). Việc công khai quảng bá như vậy được coi là không phù hợp, vì Bahrain được coi là một hệ thống cai trị thô bạo. Sau lời kêu gọi từ các tổ chức phi chính phủ, Hội đồng Paris đã bỏ phiếu về việc phân bổ khoản trợ cấp 500.000 euro cho câu lạc bộ. Theo đó, tất cả các vấn đề được lưu ý để đảm bảo bao gồm một "tổ chức các hành động bổ sung nhằm nâng cao nhận thức về quyền con người và đấu tranh chống lại mọi hình thức phân biệt đối xử". Bên cạnh đó, việc đề cập đến quan hệ đối tác tài chính tư nhân trong bản sửa đổi được cho là nguyên nhân dẫn đến việc thu hồi các bảng quảng cáo "Explore Bahrain" ở sân vận động Charléty.

## Cổ động viên
Câu lạc bộ đã từng là đội bóng lớn nhất và được hỗ trợ tốt nhất trong thành phố, với hơn 20.000 cổ động viên vào thời điểm câu lạc bộ thành lập.
Kỉ lục số cổ động viên đến sân là ngày 27 tháng 4 năm 1979 trong trận đấu với AS Saint-Étienne, quy tụ 41.025 người
Năm 1970 câu lạc bộ sát nhập với Stade Saint-Germain để thành lập Paris Saint-Germain FC, nhưng nhanh chóng tách ra. Vào mùa giải năm 1973, năm đầu tiên tách rời, câu lạc bộ vẫn có số cổ động viên trung bình là 13.202.  Tuy nhiên, sau đó, số phận của hai câu lạc bộ thay đổi đáng kể, và khi sự nổi tiếng của PSG tăng lên, PFC rơi vào sự khủng hoảng khi chơi ở các giải nghiệp dư. Chỉ khi lên đến hạng ba, sự nổi tiếng của PFC mới bắt đầu tăng trở lại, tuy nhiên câu lạc bộ hiện chỉ thu hút được khoảng vài trăm đến vài nghìn người người hâm mộ cho mỗi trận đấu.
Vào những năm 2000, câu lạc bộ từng có một nhóm cổ động viên tên là Blue Wolves được thành lập vào năm 2008. Về mặt chính trị, họ có xu hướng ảnh hưởng bởi quan điểm cánh hữu. Tuy nhiên, họ đã phải giải tán vào năm 2010 sau khi một số vụ côn đồ xảy ra, vụ cuối cùng là trong trận đấu với FC Gueugnon.
Họ được thay thế bởi nhóm Old Clan, được thành lập vào năm 2010, và nhóm Ultras Lutetia được thành lập vào mùa hè năm 2014. Sau khi trục xuất những người hâm mộ PSG khỏi Sân vận động Công viên các Hoàng tử vào năm 2010, PFC đã thu hút được một số sự ủng hộ đó, đặc biệt từ nhóm cánh tả Virage Auteuil, và cũng có một số từ nhóm cánh hữu Boulogne Boys.
Những người hâm mộ cũng có tình bạn với những người hâm mộ SR Colmar, trong quá khứ cũng là những người hâm mộ của Stade Reims.
Câu lạc bộ có sự cạnh tranh với những người hàng xóm US Créteil và Red Star FC, những người mà họ cạnh tranh trong các trận derby Paris. Mặc dù cả hai câu lạc bộ đều phi chính trị, nhưng do xu hướng chính trị cánh tả của những người hâm mộ Red Star và xu hướng chính trị cánh hữu trong quá khứ của PFC, trận derby đặc biệt khốc liệt. Trận derby với US Créteil mang tính địa lý vì cả hai câu lạc bộ đều chơi ở vùng ngoại ô phía nam của Paris.

## Đội hình hiện tại
Tính đến 8 tháng 12 năm 2022.
Ghi chú: Quốc kỳ chỉ đội tuyển quốc gia được xác định rõ trong điều lệ tư cách FIFA. Các cầu thủ có thể giữ hơn một quốc tịch ngoài FIFA.
| Số | VT | Quốc gia         | Cầu thủ                                      |
| -- | -- | ---------------- | -------------------------------------------- |
| 1  | TM | Pháp             | Vincent Demarconnay (đội trưởng)             |
| 2  | HV | Pháp             | Setigui Karamoko                             |
| 3  | HV | Pháp             | Jaouen Hadjam                                |
| 6  | TV | Pháp             | Paul Lasne                                   |
| 7  | TV | Pháp             | Mehdi Chahiri (cho mượn từ Strasbourg)       |
| 8  | HV | Pháp             | Yvann Maçon (cho mượn từ Saint-Étienne)      |
| 9  | TĐ | Maroc            | Khalid Boutaïb                               |
| 10 | TV | Uruguay          | Jonathan Iglesias                            |
| 11 | TV | Pháp             | Ilan Kebbal (cho mượn từ Reims)              |
| 12 | TV | Cộng hòa Nam Phi | Lebogang Phiri (cho mượn từ Çaykur Rizespor) |
| 13 | HV | Bờ Biển Ngà      | Kouadio-Yves Dabila                          |
| 14 | TV | Martinique       | Cyril Mandouki                               |
| 15 | HV | Pháp             | Jordan Lefort                                |
| 16 | TM | Pháp             | Obed Nkambadio                               |

| Số | VT | Quốc gia | Cầu thủ            |
| -- | -- | -------- | ------------------ |
| 17 | TĐ | Pháp     | Pierre-Yves Hamel  |
| 18 | HV | Sénégal  | Youssoupha N'Diaye |
| 19 | HV | Guinée   | Ousmane Kanté      |
| 20 | TĐ | Algérie  | Julien López       |
| 21 | TĐ | Guinée   | Morgan Guilavogui  |
| 22 | TĐ | Pháp     | Warren Caddy       |
| 24 | HV | Pháp     | Maxime Bernauer    |
| 25 | HV | Pháp     | Yoan Koré          |
| 27 | TĐ | Pháp     | Alimami Gory       |
| 29 | HV | Pháp     | Florent Hanin      |
| 30 | TM | Pháp     | Téva Gardies       |
| 31 | HV | Pháp     | Samir Chergui      |
| 40 | TM | Croatia  | Ivan Filipović     |
| —  | TV | Pháp     | Saïd Arab          |

### Cho mượn
Ghi chú: Quốc kỳ chỉ đội tuyển quốc gia được xác định rõ trong điều lệ tư cách FIFA. Các cầu thủ có thể giữ hơn một quốc tịch ngoài FIFA.
| Số | VT | Quốc gia | Cầu thủ                                     |
| -- | -- | -------- | ------------------------------------------- |
| —  | TV | Pháp     | Yohan Demoncy (cho mượn tại Annecy)         |
| —  | TV | Pháp     | Check Oumar Diakité (cho mượn tại Le Havre) |

| Số | VT | Quốc gia | Cầu thủ                                         |
| -- | -- | -------- | ----------------------------------------------- |
| —  | TĐ | Pháp     | Lamine Diaby-Fadiga (cho mượn tại FC Eindhoven) |
| —  | TĐ | Pháp     | Andy Pembélé (cho mượn tại Rodez)               |

### Cầu thủ đáng chú ý
Dưới đây là những cựu cầu thủ đáng chú ý đã từng đại diện cho Paris FC trong các giải đấu và thi đấu quốc tế kể từ khi câu lạc bộ được thành lập vào năm 1969. Để xuất hiện trong danh sách dưới đây, một cầu thủ phải chơi trong ít nhất 80 trận đấu chính thức cho câu lạc bộ.
- Jean-François Beltramini
- Georges Eo
- Bernard Guignedoux
- Bruno Knockaert
- Jean-Claude Lafargue
- Fabrice Moreau
- Jimmy Modeste
- Paul Orsatti
- Francis Peltier
- Philippe Prieur
- Jean-Luc Rabat
- Pascal Rousseau
- Lamri Laachi
- Omar da Fonseca
- Armand Ossey
- Dragoslav Šekularac

## Ban lãnh đạo

### Đội ngũ quản lý
Tính đến 1 tháng 8 năm 2020
| Vị trí            | Tên              |
| ----------------- | ---------------- |
| Chủ tịch          | Pierre Ferracci  |
| Tổng quản lý      | Fabrice Herrault |
| Giám đốc thể thao | Frederic Hebert  |
| HLV trưởng        | Rene Girard      |
| Giám đốc học viện | Jean-Marc Nobilo |

### Thành viên hội đồng quản trị
- Pierre Ferracci
- FINARAMA
- ALTER PARIS
- Hiệp hội câu lạc bộ bóng đá Paris
- Patrick Gobert
- H.H. Sheikh Khalifa Ali Isa Salman Al-Khalifa
- Abdulla Jehad Abdulla Alzain

### Các huấn luyện viên trong lịch sử
- Louis Hon (1972–73)[22]
- Antoine Dalla Cieca (1973–76)
- Robert Vicot (1976–79)
- Roger Lemerre (1979–81)
- Alberto Muro (1981–83)
- Luc Rabat (1983–86)
- Pierre Lechantre (1987–92)
- Hubert Velud (1992)
- Delio Onnis (1992–95)
- Hubert Velud (1995–99)
- Jean-François Charbonnier (1999)
- Jean-Pierre Carayon (1999 – tháng 11 năm 99)
- Robert Buigues (Tháng 11 năm 1999–02)
- Philippe Lemaître (2002–04)
- Patrick Parizon (2002–05)
- Jean-Marc Pilorget (2005–07)
- Jean-Guy Wallemme (2007–08)
- Jean-Marc Pilorget (2008–09)
- Jean-Luc Vannuchi (2009–11)
- Alain Mboma (2011–12)
- Olivier Guillou (2012)
- Alexandre Monier (2012–13)
- Gaston Diamé (2013)
- Christophe Taine (2013–15)
- Denis Renaud (2015)
- Jean-Luc Vasseur (2015–16)
- Réginald Ray (2016–17)
- Fabien Mercadal (2017–18)[23]
- Mehmed Baždarević (2018–2019)[24]
- René Girard (2019–)

## Màu áo đấu sân nhà của đội trong lịch sử
| Mùa giải 1972-1973 và 1979-1980 | Mùa giải 1978-1979 và thập niên 80/90 | Năm 2000 đến 2018 | Mùa giải 2020-2021 |

## Danh hiệu

### Quốc nội
- Ligue 2
  - Á quân: 1977–78 (Bảng B)
- Championnat National
  - Á quân: 2014–15
- Championnat National 2
  - Vô địch (1): 2005–06 (Bảng D)
  - Á quân: 1988–89